# Smolany-Żardawy
Smolany-Żardawy – wieś w Polsce położona w województwie warmińsko-mazurskim, w powiecie nidzickim, w gminie Janowiec Kościelny.
W okresie międzywojennym stacjonowała tu placówka Straży Celnej „Smolany”.
W latach 1975–1998 miejscowość administracyjnie należała do województwa olsztyńskiego.
Zobacz też: Smolany, Smolany Dąb